# Nina Schmitz
Nina Schmitz (* 2. April 1968 in Geseke) ist eine deutsche Fotokünstlerin, die auch als Filmregisseurin und Drehbuchautorin Projekte verwirklicht hat.

## Leben
Nina Schmitz studierte bei Bernd und Hilla Becher Fotografie an der Kunstakademie Düsseldorf. 1996 wurde sie als Meisterschülerin von Bernd Becher ausgezeichnet. Seitdem stellte sie in nationalen und internationalen Ausstellungen aus. Nina Schmitz wurde zusammen mit Oliver Mauelshagen als Teil des Künstlerduos Schmitz & Mauelshagen im Deutschen Künstlerbund in Form eines gemeinsamen Eintrages im Mitgliederverzeichnis gelistet. 2004 drehte sie ihre ersten Filme als Regisseurin. 2007 inszenierte sie die Kunst-Werbe-Kampagne „AWISTA Angels“ für die Düsseldorfer Müllabfuhr. Seit 2009 lebt sie mit ihren beiden Töchtern in Berlin.
Hier realisiert sie das Transfer-FilmArt-Projekt „Happy Together in Berlin“.

## Preise und Stipendien
- 2004: Karl-Hofer-Preis-Berlin, für das Projekt „Skyangels, der Film“, Katalog
- 2004: 4. Grand prix international de photographie de Vevey Prix Bron, Schweiz, Katalog
- 2002–2004: art and finance – Stipendium, Basel, Schweiz
- 2002: Festival Voies Off des Rencontres Photographiques d’Arles
- 2002: Welde Kunstpreis 2000, Kunstverein Schwetzingen, Katalog
- 2001: Aenne Biermann Preis 2001, Museum für angewandte Kunst Gera, Katalog
- 2000: European Award for Women Photographers 1999/2000 Dryphoto, Prato, Italy, Katalog
- 1999: Stipendium des Kulturministeriums NRW
- 1995: Europäischer Architekturfotografie-Preis 1995

## Ausstellungen
als Fotokünstlerin (Auswahl)
- 2007: E/Kunstraum Düsseldorf, „Skyangels, AWISTA Angels und andere Helden“, Kino-Filmpremiere, Katalog
- 2006: E/Galerie Revolver „Helden“ und Miss Kittykat Filme, Düsseldorf
- 2005: G/Festival Voies Off des Rencontres Photographiques d’Arles 2005 „10ème édition“, France
- 2004: E/Galerie Gaby Kraushaar, Düsseldorf, „Skyangels“, Katalog „MovieStars“
- 2004: G/The House of Photography, Moskau, „Von Körpern und anderen Dingen“, Katalog, curated by Klaus Honnef und Gabi Honnef-Harling und
- 2004: G/Museum Bochum, „Von Körpern und anderen Dingen“ und
- 2003: G/City Gallery, Prag, „Von Körpern und anderen Dingen“ und
- 2003: G/Deutsches Historisches Museum, Berlin, „Von Körpern und anderen Dingen“
- 2003: G/Winnipeg Art Gallery, Winnipeg, Canada, „A Thousand Hounds“, Katalog und
- 2003: G/Seibu Department Store, Tokyo, Japan, „A Thousand Hounds“
- 2002: E/Galerie Gaby Kraushaar, Düsseldorf, „Lovestories“
- 2002: E/Galerie Kämpf, Basel, Schweiz, „Still Waters“
- 2002: G/Reykjavík Museum of Photography, Island “10 Jahre Aenne Biermann Preis – the best of 5”
- 2001: G/museum kunst palast, „heute bis jetzt, Fotografie aus Düsseldorf, Teil 2“, Katalog
- 2001: E/Kulturforum Alte Post Neuss, „Jugendportraits“, Katalog
- 2001: E/Fotogalerie Alte Feuerwache, Mannheim, „Jugendportraits“, Katalog
- 2001: G/Westfälischer Kunstverein Münster, „Der bessere Mensch“
- 2001: G/Kunsthaus Köln, „Zeitgenössische Fotografie“
- 2001: G/Städt. Galerie Lüdenscheid, „Künstlerische Fotografie“
- 2000: G/Neue Manege Moskau, Katalog, „2356 KM, Kunst aus Düsseldorf in Moskau“,Kunsthalle Düsseldorf
- 2000: E/Galerie Kämpf, Basel
- 2000: E/Escale 23, Düsseldorf
- 2000: G/Galerie Gaby Kraushaar, Düsseldorf, „das sehen des gesehen werdens“
- 2000: E/Galerie SchauRaum, Düsseldorf, „WeldeKunstPreis“
- 1998: G/SK Stiftung Kultur, Köln, „gestern genau jetzt – Arbeiten einer photographischen Schule“
- 1998: E/Galerie SchauRaum, Düsseldorf, „Jugendportraits“
- 1997: E/Galerie SchauRaum, Düsseldorf, „Portraits“
- 1995: G/ACE Meeting, Genf
- 1995: G/Galerie Aedes East, Berlin
- 1995: G/The Mathew Architecture Gallery, Edinburgh

E = Einzelausstellung, G = Gruppenausstellung

## Publikationen
Auswahl
- 2007: „Skyangels // AWISTA Angels und andere Helden“, mit Fotografien von Nina Schmitz & Oliver Mauelshagen und einem Film von Nina Schmitz Katalog, 113 Seiten, 211 Abbildungen, Hardcover, mit Texten von Klaus Honnef und Ralf Böhme, Frank Eyes Verlag, ISBN 978-3-9811759-0-5
- 2004: „Movie Stars: Nina Schmitz & Oliver Mauelshagen“, Katalog 72 Seiten, 40 Abb. mit Texten von Peter Prahl und Grit Weber, Schaden.com, ISBN 3-932187-37-7
- 2003: „Von Körpern und anderen Dingen, Deutsche Fotografie im 20. Jahrhundert“, Klaus Honnef und Gabriele Honnef-Harling, Edition Braus, S. 254/255
- 2002: Allegra, 01/2002, S. 182, Interview: Julia Grosse
- 2001: „Jugendportraits – Nina Schmitz“, Fotogalerie – Alte Feuerwache, Mannheim + Kulturforum Alte Post, Neuss, Katalog, Text: Heike von den Valentyn, Dr. Rupert Pfab und Nina Schmitz
- 1994: „Tabu, Im Sperrgebiet“, db, deutsche bauzeitung, 11/94, S. 76–81
- 1994: „Freudenhäuser“ Bauwelt Nr. 13. 4/94, S. 706–715